# ينسلو ابتون
ينسلو ابتون (بالإنجليزية: Winslow Upton)‏ (و. 1853 – 1914 م) هو عالم فلك من الولايات المتحدة الأمريكية . ولد في سالم .
توفي في بروفيدنس، رود آيلاند، عن عمر يناهز 61 عاماً.

## التعليم
تعلم في جامعة براون

## مناصب وهيئات
أدار جامعة براون، وجامعة هارفارد.